# Teorema d'Alfvén
En la magnetohidrodinàmica, el teorema d'Alfvén, afirma que en un fluid amb conductivitat elèctrica infinita, les línies del camp magnètic estan «congelades» al líquid i s'han de moure amb ell.
Hannes Alfvén va presentar la idea per primera vegada el 1942. En les seves pròpies paraules: «A la vista de la conductivitat infinita, tot moviment (perpendicular al camp) del líquid en relació amb les línies de força està prohibit perquè donaria infinits corrents de Foucault, de manera que la matèria del líquid es fixa a les línies de força ... ». Com a resultat, el flux magnètic a través d'una superfície de co-moviment es conserva en un fluid perfectament conductor.
Cal assenyalar que en la major part dels entorns estudiats en astrofísica, així com en plasmes de laboratori, perquè la conductivitat elèctrica no és infinita, les línies del camp magnètic no estan perfectament atrapades dins dels fluids. Per tant, en virtut d'aquest teorema, la matèria del fluid sembla estar lligada a les línies de força. No obstant això, en el cas d'una elevada conductivitat elèctrica o equivalent a baixa resistivitat del material, es poden aplicar aproximadament els resultats d'aquest teorema.

## Declaració matemàtica
En un fluid amb conductivitat elèctrica infinita, es pot escriure el canvi de flux magnètic al llarg del temps
{\displaystyle {d\Phi _{B} \over dt}=\int _{S}{\partial {\vec {B}} \over \partial t}\cdot d{\vec {S}}+\oint _{C}{\vec {B}}\cdot {\vec {v}}\times d{\vec {l}},}
on {\displaystyle {\vec {B}}} i {\displaystyle {\vec {v}}} són els camps magnètics i de velocitat, respectivament. Aquí, {\displaystyle {\vec {S}}} és la superfície tancada per la corba {\displaystyle C} amb element de línia diferencial {\displaystyle d{\vec {l}}}. Utilitzant l'equació d'inducció
{\displaystyle {\partial {\vec {B}} \over \partial t}={\vec {\nabla }}\times ({\vec {v}}\times {\vec {B}}),}
condueix a
{\displaystyle {d\Phi _{B} \over dt}=\int _{S}{\vec {\nabla }}\times ({\vec {v}}\times {\vec {B}})\cdot d{\vec {S}}+\oint _{C}{\vec {B}}\cdot {\vec {v}}\times d{\vec {l}}.}
Aquestes dues integrals es poden tornar a escriure utilitzant el teorema de Stokes per a la primera i la identitat del vector {\displaystyle ({\vec {A}}\times {\vec {B}})\cdot {\vec {C}}=-{\vec {B}}\cdot ({\vec {A}}\times {\vec {C}})}per al segon. El resultat és
{\displaystyle \int _{S}{\vec {B}}\cdot d{\vec {S}}=const.}
Aquesta és la forma matemàtica del teorema d'Alfvén: el flux magnètic que passa per una superfície que es mou al costat del fluid es conserva. Això significa que el plasma es pot moure juntament amb les línies de camp locals. Per als moviments perpendiculars del fluid, les línies de camp empenyen el fluid o, en cas contrari, s'arrossegaran amb el fluid.

## Tubs de flux i línies de camp
La corba {\displaystyle C} arrossega un límit cilíndric al llarg de les línies de camp magnètic local al líquid que forma un tub conegut com a tub de flux. Quan el diàmetre d'aquest tub tendeix a zero, s'anomena «línia de camp magnètic».

## Fluids resistents
Fins i tot per al cas no ideal, on la conductivitat elèctrica no és infinita, es pot obtenir un resultat similar definint la velocitat de transport del flux magnètic escrivint.
{\displaystyle {\vec {\nabla }}\times ({\vec {w}}\times {\vec {B}})=\eta {\vec {\nabla }}^{2}{\vec {B}}+{\vec {\nabla }}\times ({\vec {v}}\times {\vec {B}}),}
on en lloc de la velocitat del líquid, {\displaystyle v}, s'ha utilitzat la velocitat del flux {\displaystyle w}. Tot i que, en alguns casos, aquest camp de velocitat es pot trobar utilitzant equacions magnetohidrodinàmiques, però l'existència i la singularitat d'aquest camp vectorial depèn de les condicions subjacents.

## La congelació de flux estocàstic
La «congelació» del flux indica que la topologia del camp magnètic no pot canviar en un fluid perfectament conductor. Tanmateix, això donaria lloc a camps magnètics molt enredats amb topologies molt complicades que haurien de dificultar els moviments del fluid. No obstant això, els plasmes astrofísics amb elevades conductivitats elèctriques no solen mostrar camps tan enredats tan complicats. També sembla que la reconnexió magnètica ocorre en aquests plasmes a diferència del que s'espera de les condicions de congelació del flux. Això té implicacions importants per als dinamos magnètics. De fet, una molt alta conductivitat elèctrica es tradueix en nombres de Reynolds magnètics molt alts, que indiquen que el plasma serà turbulent.
De fet, les opinions convencionals sobre la congelació del flux en plasmes altament conductors són incompatibles amb el fenomen de l'estocasticitat espontània. S'ha convertit en un argument estàndard fins i tot en els llibres de text, per desgràcia, que la congelació del flux magnètic hauria de mantenir-se més i més a mesura que la difusió magnètica tendeix a zero (règim no dissipatiu). Però la subtilesa és que els nombres magnètics de Reynolds molt grans (resistivitat elèctrica petita o elevades conductivitats elèctriques) solen associar-se a nombres de Reynolds d'alta cinètica (viscositats molt petites). Si la viscositat cinemàtica tendeix a zero simultàniament a la resistivitat, i si el plasma es torna turbulent (associat a un nombre elevat de Reynolds), les trajectòries lagrangianes ja no seran úniques. L'argument convencional de congelació del flux «ingenu», discutit anteriorment, no s'aplica en general i s'ha d'utilitzar la congelació del flux estocàstic.
El teorema estocàstic de congelació de flux per a la magnetohidrodinàmica resistiva generalitza la congelació ordinària de flux esmentada anteriorment. Aquest teorema generalitzat estableix que les línies de camp magnètic del camp magnètic de gra fi B són «congelades» a les trajectòries estocàstiques que resolen la següent equació diferencial estocàstica, coneguda com a equació de Langevin; 
{\displaystyle d{\bf {x}}={\bf {u}}({\bf {x}},t)dt+{\sqrt {2\eta }}d{\bf {W}}(t)}
on {\displaystyle \eta } és difusivitat magnètica i {\displaystyle W} és un soroll blanc gaussià tridimensional (vegeu també el procés de Wiener). Els molts vectors de camp «virtuals» {\displaystyle {\tilde {\bf {B}}}} que arriben al mateix punt final cal calcular la seva mitjana per obtenir el camp magnètic físic {\displaystyle {\bf {B}}} en aquest punt.